# Deutsche Romantik
Die deutsche Romantik, deren Ursprünge in Jena gesehen werden, prägte ab etwa 1800 Literatur, später auch die Malerei und die Musikästhetik in Deutschland. Friedrich von Schlegel, Ludwig Tieck und Novalis gehörten zu den prägenden Persönlichkeiten der Frühromantik. Teilweise wird die deutsche Romantik als Ursprung einer Bewegung angesehen, die sich in ganz Europa ausbreitete.

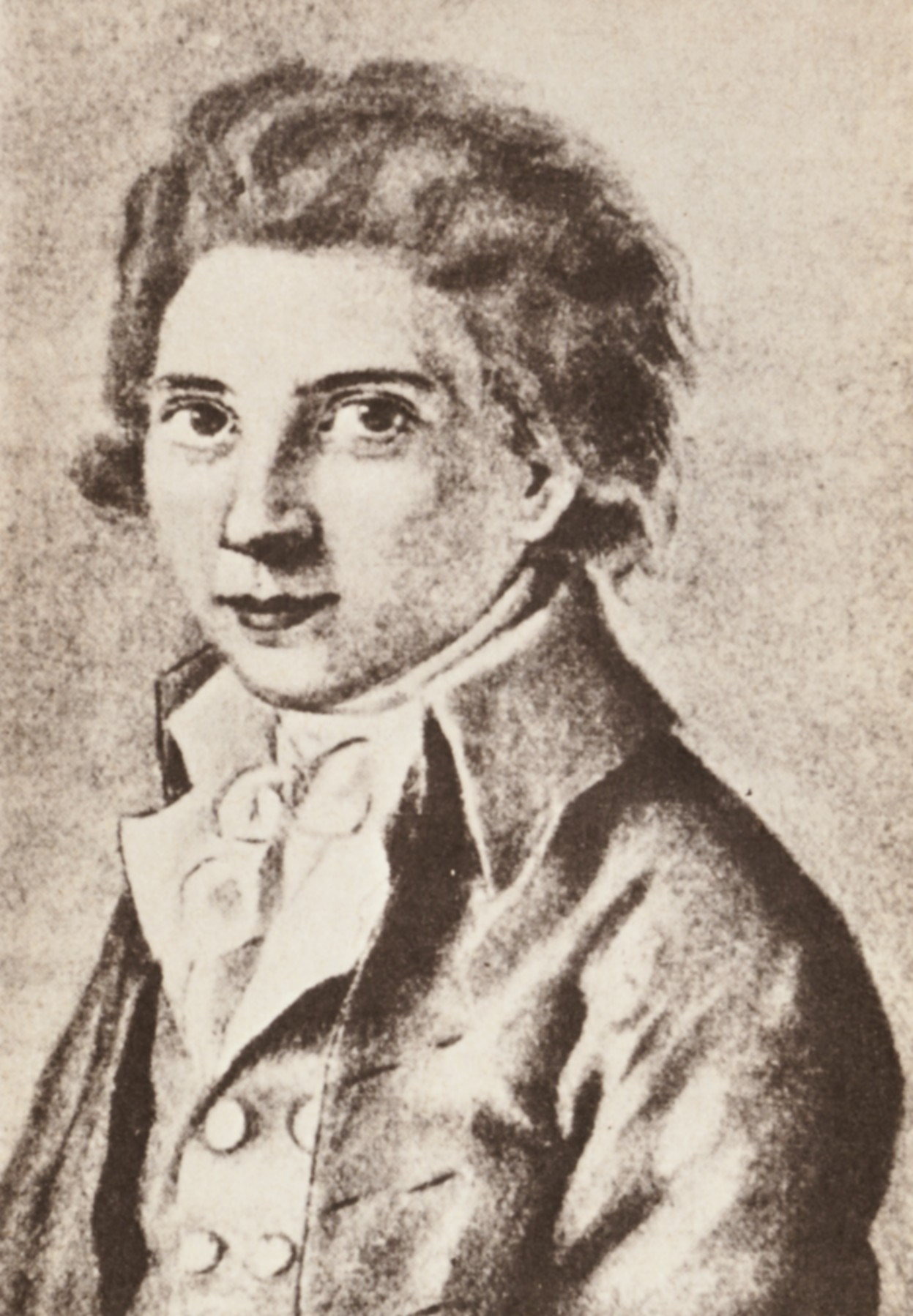
Friedrich von Schlegel (1790),
Begründer der Jenaer Frühromantik

## Ursprung
Ende 1797 hat der Begriff Romantik für Schlegel schon vielfältige Facetten gewonnen. In einem Brief an seinen Bruder August Wilhelm schreibt er: „Meine Erklärung des Worts Romantisch kann ich Dir nicht gut schicken, weil sie − 125 Bogen lang ist.“ 1798 findet er folgende Definition:

„Die romantische Poesie ist eine progressive Universalpoesie. Ihre Bestimmung ist nicht bloß, alle getrennte Gattungen der Poesie wieder zu vereinigen, und die Poesie mit der Philosophie und Rhetorik in Berührung zu setzen. Sie will, und soll auch Poesie und Prosa, Genialität und Kritik, Kunstpoesie und Naturpoesie bald mischen, bald verschmelzen, die Poesie lebendig und gesellig, und das Leben und die Gesellschaft poetisch machen, den Witz poetisieren, und die Formen der Kunst mit gediegnem Bildungsstoff jeder Art anfüllen und sättigen, und durch die Schwingungen des Humors beseelen. Sie umfaßt alles, was nur poetisch ist, vom größten wieder mehre Systeme in sich enthaltenden Systeme der Kunst, bis zu dem Seufzer, dem Kuß, den das dichtende Kind aushaucht in kunstlosen Gesang. Sie kann sich so in das Dargestellte verlieren, daß man glauben möchte, poetische Individuen jeder Art zu charakterisieren, sei ihr Eins und Alles; und doch gibt es noch keine Form, die so dazu gemacht wäre, den Geist des Autors vollständig auszudrücken: so daß manche Künstler, die nur auch einen Roman schreiben wollten, von ungefähr sich selbst dargestellt haben. Nur sie kann gleich dem Epos ein Spiegel der ganzen umgebenden Welt, ein Bild des Zeitalters werden. […] Die romantische Poesie ist unter den Künsten was der Witz der Philosophie, und die Gesellschaft, Umgang, Freundschaft und Liebe im Leben ist. Andre Dichtarten sind fertig, und können nun vollständig zergliedert werden. Die romantische Dichtart ist noch im Werden; ja das ist ihr eigentliches Wesen, daß sie ewig nur werden, nie vollendet sein kann. Sie kann durch keine Theorie erschöpft werden […]“

Diese neue Ästhetik ging auch einher mit einer neuen Autonomie der Künste, wie sie Friedrich Schlegel forderte: „Eine Philosophie der Poesie überhaupt aber, würde mit der Selbständigkeit des Schönen beginnen.“ Ähnlich wird in der Musiktheorie von Wackenroder und Tieck formuliert: „In der Instrumentalmusik aber ist die Kunst unabhängig und frey, sie schreibt sich nur selbst ihre Gesetze vor […]“.
Ende des Jahres 1797 traf Tieck erstmals mit Friedrich Schlegel zusammen. Er hielt sich 1799–1800 in Jena auf, wo er zu den beiden Schlegels (August Wilhelm Schlegel und Friedrich Schlegel), Novalis, Clemens Brentano, Johann Gottlieb Fichte und Friedrich Wilhelm Joseph Schelling in freundschaftliche Beziehungen trat. Für die in der sogenannten Jenaer Frühromantik von den Schlegels entwickelten Theorien lieferte Tieck die literarischen Beispiele (und umgekehrt).

## Anliegen der Romantik
Die Grundthemen der Romantik sind Gefühl, Leidenschaft, Individualität und individuelles Erleben sowie Seele, vor allem die gequälte Seele. Romantik entstand als Reaktion auf das Monopol der vernunftgerichteten Philosophie der Aufklärung, die in Deutschland vor allem durch Immanuel Kant geprägt war, und auf die Strenge des durch die Antike inspirierten Klassizismus. Im Vordergrund stehen Empfindungen wie Sehnsucht, Mysterium und Geheimnis. Dem in die Zukunft gerichteten Rationalismus und Optimismus der Aufklärung wird ein Rückgriff auf das Individuelle und Numinose gegenübergestellt. Diese Charakteristika sind bezeichnend für die romantische Kunst und für die entsprechende Lebenseinstellung. 
Der Romantiker ortet einen Bruch, der die Welt gespalten habe in die Welt der Vernunft, der „Zahlen und Figuren“ (Novalis), und die Welt des Gefühls und des Wunderbaren. Treibende Kraft der deutschen Romantik ist eine ins Unendliche gerichtete Sehnsucht nach Heilung der Welt, nach der Zusammenführung von Gegensätzen zu einem harmonischen Ganzen. Symbolische Orte und Manifestationen dieser Sehnsucht sind nebelverhangene Waldtäler, mittelalterliche Klosterruinen, alte Mythen und Märchen, die Natur etc. Zentrales Symbol für diese Sehnsucht und deren Ziel ist die Blaue Blume, die wie kein anderes Motiv die romantische Suche nach innerer Einheit, Heilung und Unendlichkeit verkörpert.

„Die blaue Blume ist aber das, was jeder sucht, ohne es selbst zu wissen, nenne man es nun Gott, Ewigkeit oder Liebe.“

Im Gegensatz zur selbst gesetzten Aufgabe der Dichter der Weimarer Klassik sowie von Sturm und Drang und Aufklärung, zum Beispiel der Erziehung des Volkes durch die Literatur, sahen die Dichter der Romantik ihre Aufgabe in der Heilung des Risses, der durch die Welt und damit durch die Individuen geht. Eine Möglichkeit dazu bot ihnen zufolge die Kunst, mystisch überhöht im Begriff des „Dichterpriesters“, denn „die Welt hebt an zu singen / Triffst Du nur das Zauberwort“ (Eichendorff, Wünschelrute). 
Nicht nur die Aufklärungsskepsis, auch die Zerlegung des Reiches in vereinzelte deutsche Teilstaaten, die teilweise mit Frankreich kooperierten, provozierte bei Philosophen wie Johann Gottlieb Fichte und Dichtern wie dem Einzelgänger Heinrich von Kleist eine nationale Mobilmachung. 
Die Romantiker suchten die Welt in Werken aus der „Kindheit der Menschen“, also in Märchen und Sagen, in der deutschen Vorgeschichte, in Volksliedern und im Mystizismus des Mittelalters und seiner als ideal verklärten ständischen, auf Treue gegründeten Ordnung. Auch in exotischen Ländern wurden Anstöße gesucht. Das „Wahre“ wurde nicht im Intellektuellen gesehen, sondern in dem als natürlich und wahrhaftig angesehenen Verhalten des einfachen Volkes. In die Musik der Romantik flossen unter anderem auch Volkstänze ein, etwa bei Franz Schubert. Die Brüder Grimm sammelten die Sagen und Märchen der mündlichen Volksüberlieferung. Allerdings wurden auch Gefahren in dieser „anderen Welt“ gesehen. Die Nachtseite der Romantik, geprägt von Teufelspakten, Wahnsinn, Gespenstern, Schuld und Tod, findet sich besonders ausgeprägt bei E. T. A. Hoffmann, die Entdeckung des Unbewussten und die Verankerung der Gewalt in der Natur des Menschen finden sich bei Kleist. Der einzige erfolgreiche Dramatiker der deutschen Romantik war Zacharias Werner, dessen düstere Phantastik nur durch seinen katholischen Glauben gebremst wurde.

### Rezeption
Heinrich Heine sah in der deutschen Romantik ein restaurative Bewegung mit dem Anschein des Neuen, Unerhörten, Frischen, die sich dem „Glauben an Geld“ und dem „bare[n] Egoismus“ widersetze und in das Mittelalter und den Katholizismus – für Heine eine schöne Mythologie – flüchte, dafür aber die Vernunft zerstöre. Die Romantiker hätten „im Traume der Vergangenheit das Verständnis der Gegenwart“ eingebüßt. In Frankreich sei die romantische Mittelalterbegeisterung hingegen nur eine Mode gewesen.

## Malerei

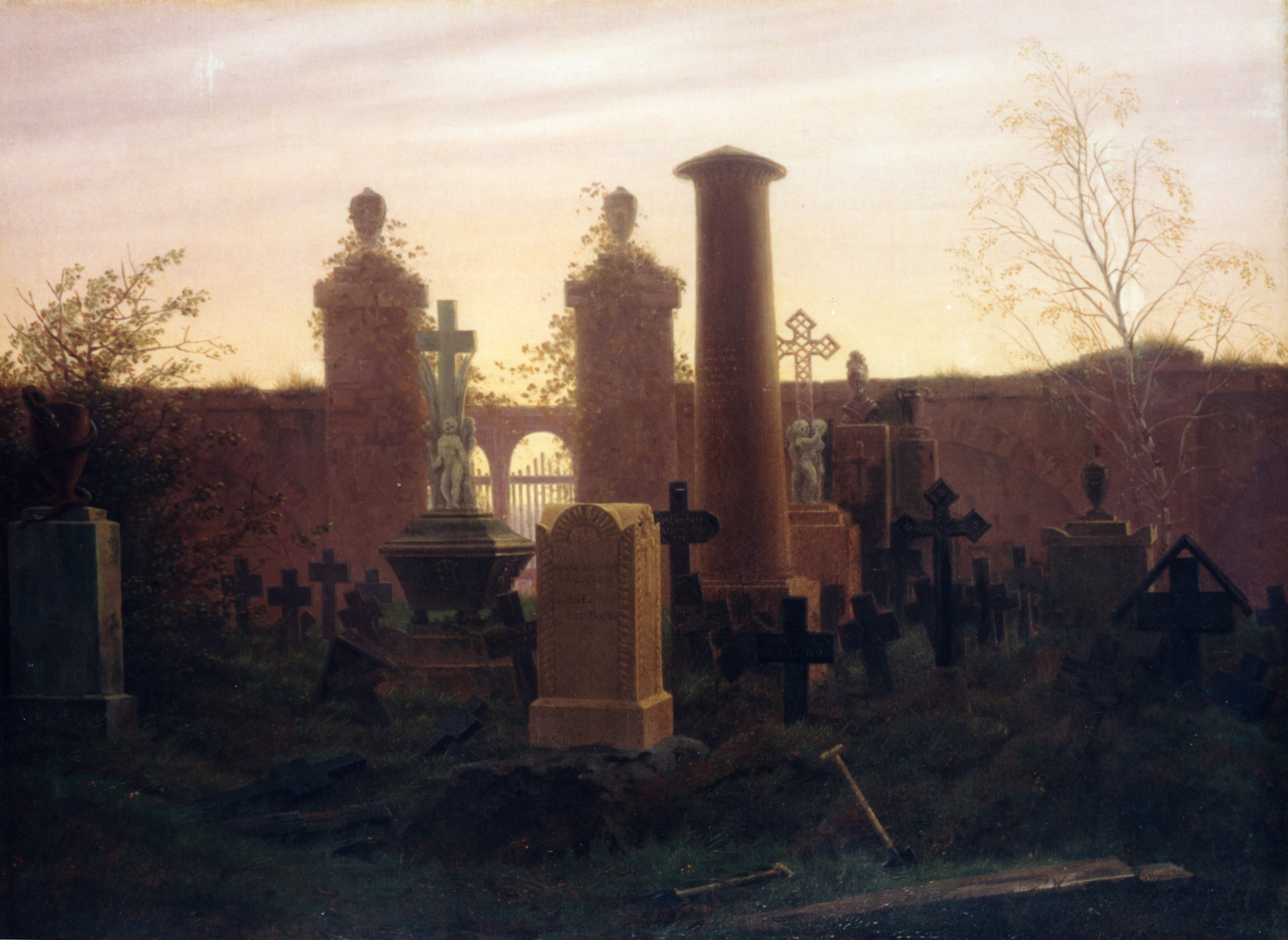
Caspar David Friedrich: Kügelgens Grab, 1822

Mit Caspar David Friedrich entwickelte sich auch schon frühzeitig eine eigene Richtung in der Malerei. Eines der bekanntesten Gemälde in diesem Zusammenhang ist das Bild Wanderer über dem Nebelmeer, das in den Jahren 1818–1819 entstand.
Die Romantik rückt die Natur als Offenbarung Gottes ins Zentrum. In Frankreich bildet sie auch im Gegensatz zu idealisierenden Darstellungen früherer Epochen die Eigenschaften und charakteristischen Züge der gezeigten Person(en) ab.

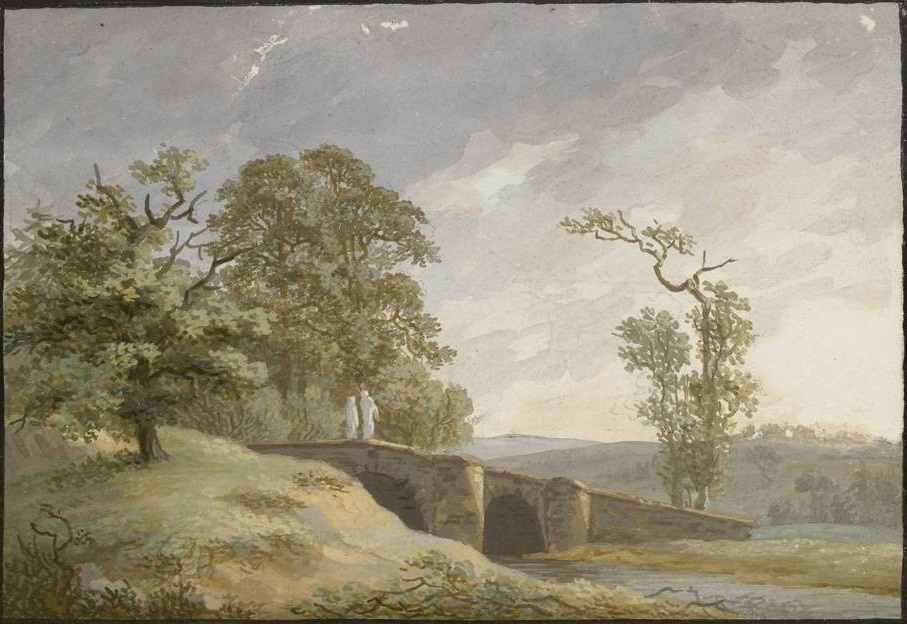
Caspar David Friedrich: Landschaft mit Brücke, um 1800
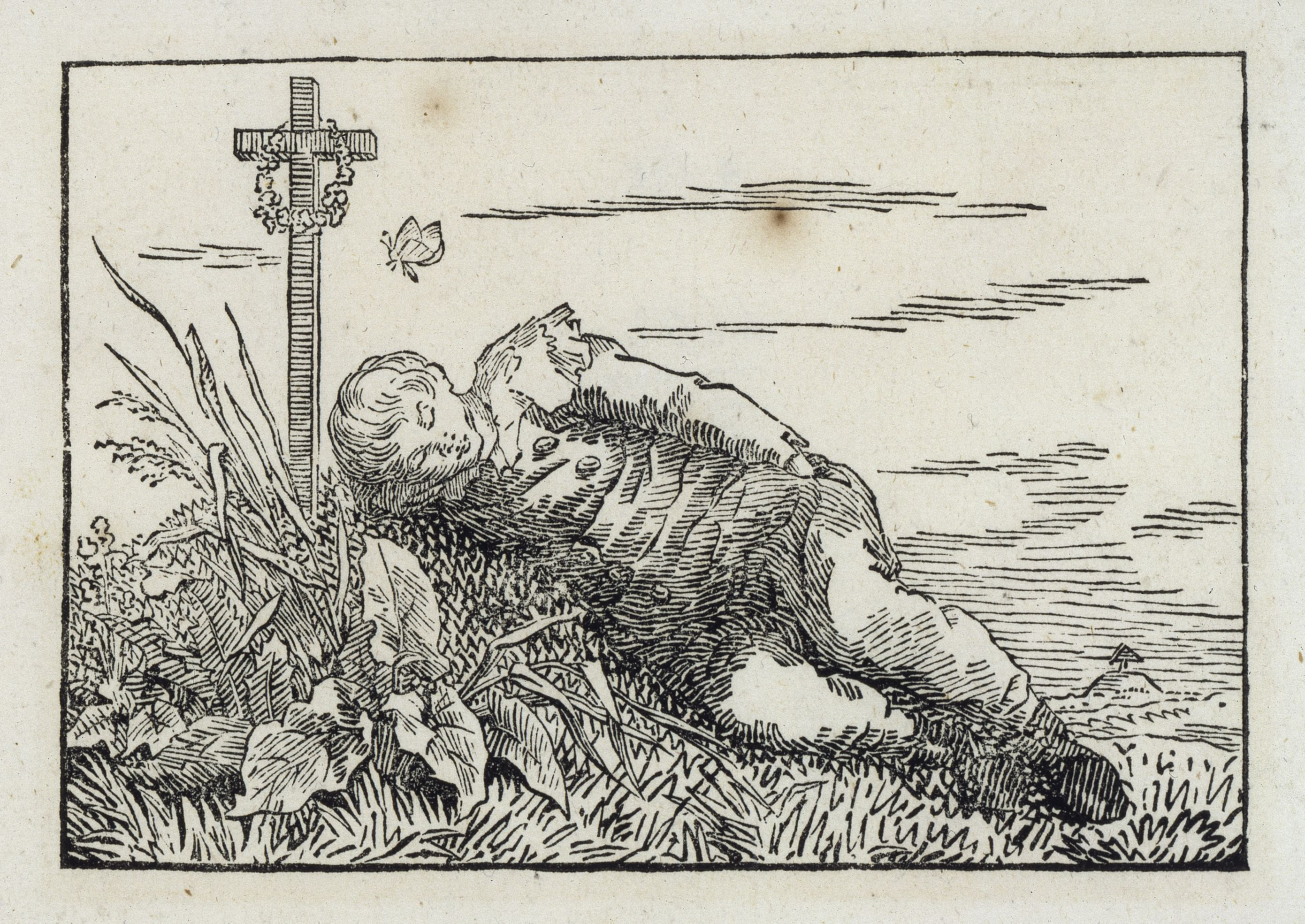
Caspar David Friedrich: Knabe auf einem Grab schlafend, um 1802
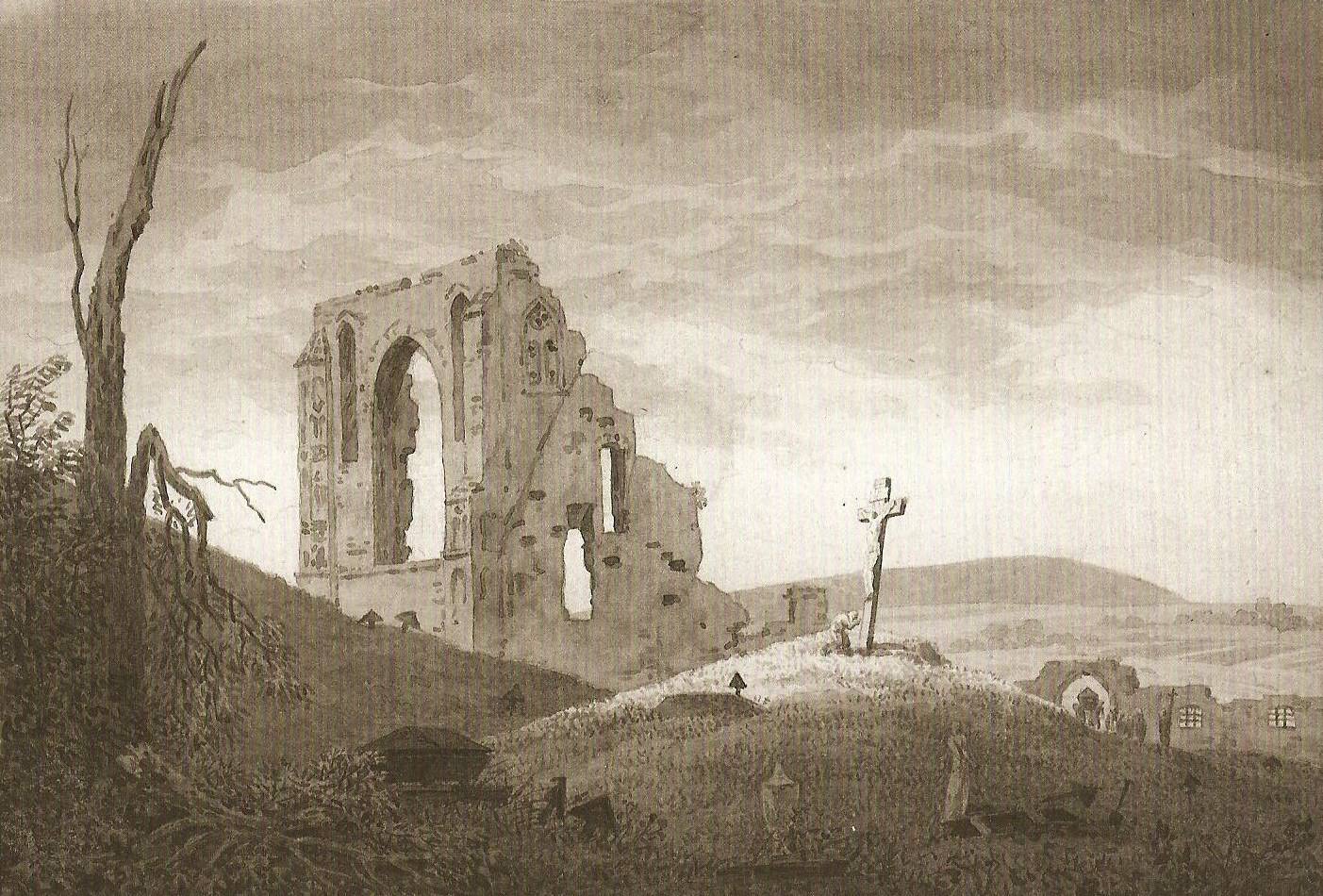
Caspar David Friedrich: Ruine Eldena mit Begräbnis, um 1802/03
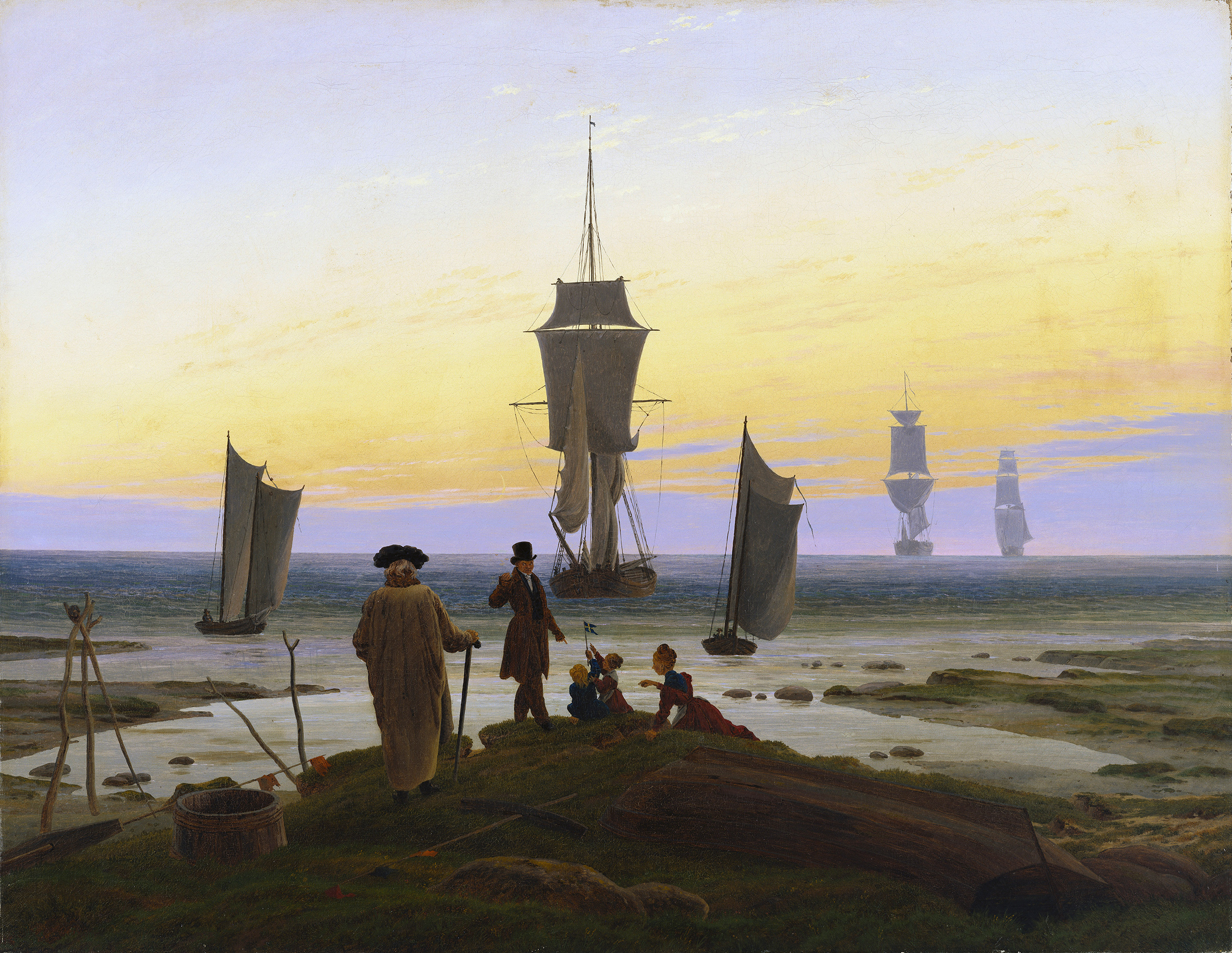
Caspar David Friedrich: Die Lebensstufen, um 1835

### Allgemeines
- Rudolf Haym: (1821–1901): Die romantische Schule, ein Beitrag zur Geschichte des deutschen Geistes (1870). 2. Auflage 1906. Romantische Schule
- Gerda Heinrich: Geschichtsphilosophische Positionen der deutschen Frühromantik. Kronberg/Ts.: Scriptor 1977.
- Eckart Kleßmann: Die deutsche Romantik. Köln: DuMont 1979
- Hans A. Neunzig: Lebensläufe der Deutschen Romantik. 1984.
- Theodore Ziolkowski: Das Amt der Poeten. Die deutsche Romantik und ihre Institutionen. München: dtv 1994.
- Hans Steffen (Hrsg.): Die deutsche Romantik. Göttingen: Vandenhoeck & Ruprecht 1989.

### Zur Kunstgeschichte
- Werner Busch: Caspar David Friedrich. Ästhetik und Religion. C.H. Beck, München 2003, ISBN 3-406-50308-X.
- Leander Büsing: Vom Versuch, Kunstwerke zweckmäßig zusammenzustellen: Malerei und Kunstdiskurs im Dresden der Romantik. Norderstedt 2011, ISBN 978-3-8423-5915-4.

### Zur Musikgeschichte
- Ernst Krause: Richard Strauss – Der letzte Romantiker
- Eckart Kröplin: Richard Wagner – Musik aus Licht: Synästhesien von der Romantik bis zur Moderne. Eine Dokumentardarstellung, 3 Teile in 4 Bänden, Königshausen & Neumann, Würzburg 2011.